# 世界デザイン首都
世界デザイン首都 (WDC) は、産業デザイン社会国際会議による都市振興プロジェクトであり、デザインの分野で、世界中の都市によってつくられた業績を認め、表彰する。

## 各年の世界デザイン首都
- 2008 -  トリノ - イタリア[2]
- 2010 -  ソウル - 韓国[3]
- 2012 -  ヘルシンキ - フィンランド[4]
- 2014 -  ケープタウン - 南アフリカ[5]
- 2016 -  台北市 - 台湾[6]
- 2018 -  メキシコシティ - メキシコ[7]